# Iskra Wymiarki
Iskra Wymiarki – polski klub piłkarski z siedzibą w Wymiarkach, powstały w 1951 roku. Po rundzie jesiennej sezonu 2012/2013 żagańskiej B-klasy klub wycofał się z rozgrywek i w 2013 r. został rozwiązany. Reaktywowany w 2020 roku, w którym drużyna seniorów ponownie przystąpiła do rozgrywek klasy B.

## Sukcesy
- III liga międzywojewódzka w latach 50.

## Sezon po sezonie
- 2011/12 - Klasa B, grupa: Żagań - 10. miejsce
- 2012/13 - Klasa B, grupa: Żagań - wycofana po rundzie jesiennej (wyniki anulowano)[1]